# Potwór z Florencji
Potwór z Florencji (wł. Il Mostro di Firenze) – niezidentyfikowany seryjny morderca, który w latach 1968–1985 zamordował w okolicach Florencji 16 osób. Był jednym z natchnień pisarza Thomasa Harrisa, gdy ten pisał powieści z cyklu Hannibal.

## Okoliczności zbrodni
Morderca atakował w miasteczkach okalających Florencję. Jego ofiarami były głównie pary, które przyjeżdżały samochodami w odludne miejsca w celu odbycia stosunku seksualnego. Ofiary zostały zastrzelone z pistoletu kaliber 22 Beretta. Zdarzało się, że sprawca dobijał swoje ofiary podrzynając im gardła nożem. Morderca zawsze kaleczył zwłoki kobiet, najczęściej poprzez wycięcie in narządów płciowych za pomocą noża. To sprawiło, iż policja podejrzewała, że sprawcą był chirurg. Na podstawie modus operandi śledczy opracowali profil psychologiczny sprawcy. Miał być silnym, sprawnym fizycznie mężczyzną. Posiadał tez silną psychikę, a każde kolejne morderstwo coraz bardziej go rozzuchwalało - w jednym przypadku, sprawca wysłał prokuratorowi generalnemu obciętą pierś ofiary. Był też bardzo cierpliwy - w oczekiwaniu na ofiary mógł spędzać w odludnej okolicy i ciemnościach długie godziny.  
Za pierwsze morderstwa uznaje się te dokonane 21 sierpnia 1968 roku na Antonio Lo Bianco oraz Barbarze Locci. Za zabójstwa te skazano na 16 lat więzienia Stefano Mele – męża Barbary. Jak się jednak okazało, morderstw popełnionych w latach 80. dokonano za pomocą tego samego pistoletu. Obecnie badacze uznają Bianco i Locci za pierwsze ofiary Potwora. 19 czerwca 1982 roku, postrzelony mężczyzna, Paolo Mainardi zdołał ruszyć samochodem i uciec z miejsca ataku. Rannemu udało się dojechać do głównej drogi, gdzie udzielono mu pomocy. Niestety, zmarł on w szpitalu następnego dnia. Ataku nie przeżyła również jego partnerka - Antonella Migliorini. W kolejnych miesiącach, personel szpitala, do którego trafił Mainardi był nękany telefonicznie przez człowieka podającego się za mordercę. 9 września 1983 roku, morderca przez pomyłkę zamordował dwóch mężczyzn - turystów z Niemiec Zachodnich. Wynikało to z faktu, iż jeden z mężczyzn nosił długie włosy i sprawca w ciemności wziął go za kobietę. Aby zapobiec kolejnym tragediom w całej Florencji rozwieszano plakaty przestrzegające przed organizowaniem wypraw do ustronnych miejsc.

## Podejrzani
- Pietro Pacciani – lokalny rolnik, został aresztowany 17 stycznia 1993 roku. Miał wówczas 67 lat. W przeszłości odbywał 13-letni wyrok za morderstwo dokonane w latach 50. Zamordował wówczas kochanka swojej narzeczonej. Zbrodnia ta miała przypominać morderstwa dokonane w latach 80. Na terenie jego posesji znaleziono pocisk, odpowiadający tym użytym przez mordercę oraz notatnik jednej z ofiar. Pacciani został oskarżony o zamordowanie ośmiu młodych par, a następnie skazany na karę czternastokrotnego dożywocia. Nie został skazany za dwa zabójstwa z 1968 roku. Jednakże w lutym 1996 roku, po apelacji został on uniewinniony. Koronnym dowodem obrony, był fakt iż Jean-Michel Kraveichvili, ostatnia ofiara mordercy, przeżył postrzał i zaczął uciekać. Morderca dogonił go i poderżnął mu gardło. Pacciani miał nadwagę, chorował na rozedmę płuc i choroby serca, co sprawia że nie mógłby dogonić młodego wysportowanego mężczyzny. 12 grudnia 1996 roku sąd odwołał uniewinnienie i zaplanowano zorganizowanie nowego procesu. Pietro nie doczekał finału rozprawy – zmarł na atak serca. Mężczyzna do końca utrzymywał, że jest niewinny. Po jego śmierci policja przedstawiła nową teorię - Pacciani miał być liderem gangu morderców. Pozostałymi członkami mieli być jego koledzy: 70-letni Mario Vanni oraz 54-letni Giancarlo Lotti. Sąd uznał ich winnymi 10 morderstw i skazał ich kolejno na dożywocie oraz 26 lat więzienia. W 2022 roku zbadano DNA znalezione na kopercie, w której morderca wysłał prokuratorowi odciętą pierś ofiary. DNA nie należało do Paccianiego oraz nie dopasowano go do żadnej innej osoby.
- Francesco Calamandreli – chemik i farmaceuta, aresztowany w 2007 roku, podejrzany o przynależność do sekty satanistycznej. Według teorii śledczych miał mordować pary, a następnie wycinać kobietom narządy płciowe w celu wykorzystania ich w satanistycznych rytuałach. Do jego satanistycznego klanu miało należeć 10 wpływowych i zamożnych mieszkańców Florencji. Calamandreli został oskarżony o bycie Potworem w 2007 roku, ale oczyszczono go z zarzutów rok później.
- Francesco Narducci - ginekolog pochodzący z zamożnej i wpływowej rodziny, który utonął w jeziorze w październiku 1985 roku. Już w 1975 roku był podejrzany o morderstwo młodej kobiety, której zwłok nigdy nie odnaleziono. Dowodem na to, że był Potworem ma być fakt, że po jego śmierci nie popełniono więcej morderstw. Zachodzi podejrzenie, że Narducci upozorował swoją śmierć, gdyż zwłoki, które wyłowiono z jeziora były w stanie rozkładu, a na wniosek jego rodziny nie przeprowadzono sekcji zwłok. W 2002 roku, policja otrzymała anonimowe listy, których autor wskazywał Narducciego jako seryjnego mordercę. Dokonano ekshumacji lekarza. Podczas przeprowadzonej wówczas sekcji zwłok nie udało się ustalić przyczyny zgonu mężczyzny, ale patolog stwierdził, że ślady wskazują, że mógł zostać uduszony.
- Giampiero Vigilanti - były legionista skazany za zabójstwo i seksualne napastowanie mężczyzn. Był wielokrotnie przesłuchiwany w sprawie morderstw. Podczas przesłuchań ochoczo wskazywał śledczym na innych podejrzanych. Trenował strzelectwo i korzystał z tego samego typu amunicji co sprawca. Pochodził z tej samej wsi co Pietro Pacciani oraz przyjaźnił się z Francesco Narduccim. Teoria śledczych zakłada, że zabił ginekologa, który dowiedział się, że to Vigilanti jest seryjnym mordercą lub lekarz był jego wspólnikiem. Według tej tezy, Vigilanti podłożył dowody Paccianiemu, co sprawiło, że uwag śledczych całkowicie skupiła się na farmerze.

## Ofiary
| Lp.   | Ofiara                                  | Wiek  | Zdjęcie | Data                 | Miejsce                     |
| ----- | --------------------------------------- | ----- | ------- | -------------------- | --------------------------- |
| 1/2   | Antonio Lo Bianco Barbara Locci         | 29 32 |         | 21 sierpnia 1968     | Signa                       |
| 3/4   | Pasquale Gentilcore Stefania Pettini    | 19 18 |         | 15 września 1974     | Borgo San Lorenzo           |
| 5/6   | Giovanni Foggi Carmela Di Nuccio        | 30 21 |         | 6 czerwca 1981       | Scandicci                   |
| 7/8   | Stefano Baldi Susanna Cambi             | 26 24 |         | 23 października 1981 | Calenzano                   |
| 9/10  | Paolo Mainardi Antonella Migliorini     | 22 20 |         | 19 czerwca 1982      | Montespertoli               |
| 11/12 | Wilhelm Meyer Jens Rusch                | 24    |         | 9 września 1983      | Florencja                   |
| 13/14 | Claudio Stefanacci Pia Rontini          | 21 18 |         | 29 lipca 1984        | Vicchio                     |
| 15/16 | Jean-Michel Kraveichvili Nadine Mauriot | 25 36 |         | 7 września 1985      | San Casciano in Val di Pesa |